# Ben Garuccio
Benjamin „Ben“ Garuccio (* 15. Juni 1995 in Adelaide) ist ein australischer Fußballspieler, der beim Melbourne City FC spielt.

## Karriere

### Verein
Der italienischstämmige Garuccio wurde im Juni 1995 in Adelaide der Hauptstadt des Bundesstaates South Australia geboren. 2010 war er am South Australian Sports Institute aktiv. Von 2011 bis 2012 am Australian Institute of Sport in Canberra. Im September 2012 unterschrieb er einen Vertrag bei Melbourne Heart aus der A-League, der heute unter dem Namen Melbourne City FC spielt. Für den Verein absolvierte er 45 Ligaspiele bis zum Ende der Saison 2015/16. Im Jahr 2016 kehrte er in seinen Geburtsort zurück um fortan für Adelaide United zu spielen. Nachdem er in Melbourne meist nur Ergänzungsspieler war, avancierte er unter den Trainern Guillermo Amor und Marco Kurz in Adelaide zum Stammspieler. Im Mai 2018 unterschrieb Garuccio einen Dreijahresvertrag beim schottischen Erstligisten Heart of Midlothian.

### Nationalmannschaft
Ben Garuccio spielte im Jahr 2012 mindestens zweimal in der australischen U-19 während der Asienmeisterschaft. Mit der U-23 nahm er im Jahr 2018 an der Asienmeisterschaft dieser Altersklasse teil und absolvierte zwei Spiele in der Vorrunde gegen Syrien und Südkorea.